# Kútur
Der Kútur [ˈkʰuːtʏr], oder Kutting, war ein dänisches Volumenmaß auf Island.
- 1 Kútur = 5 Pottar = 243,522 Pariser Kubikzoll = 4,8306 Liter[1]